# Luiz Ruffato

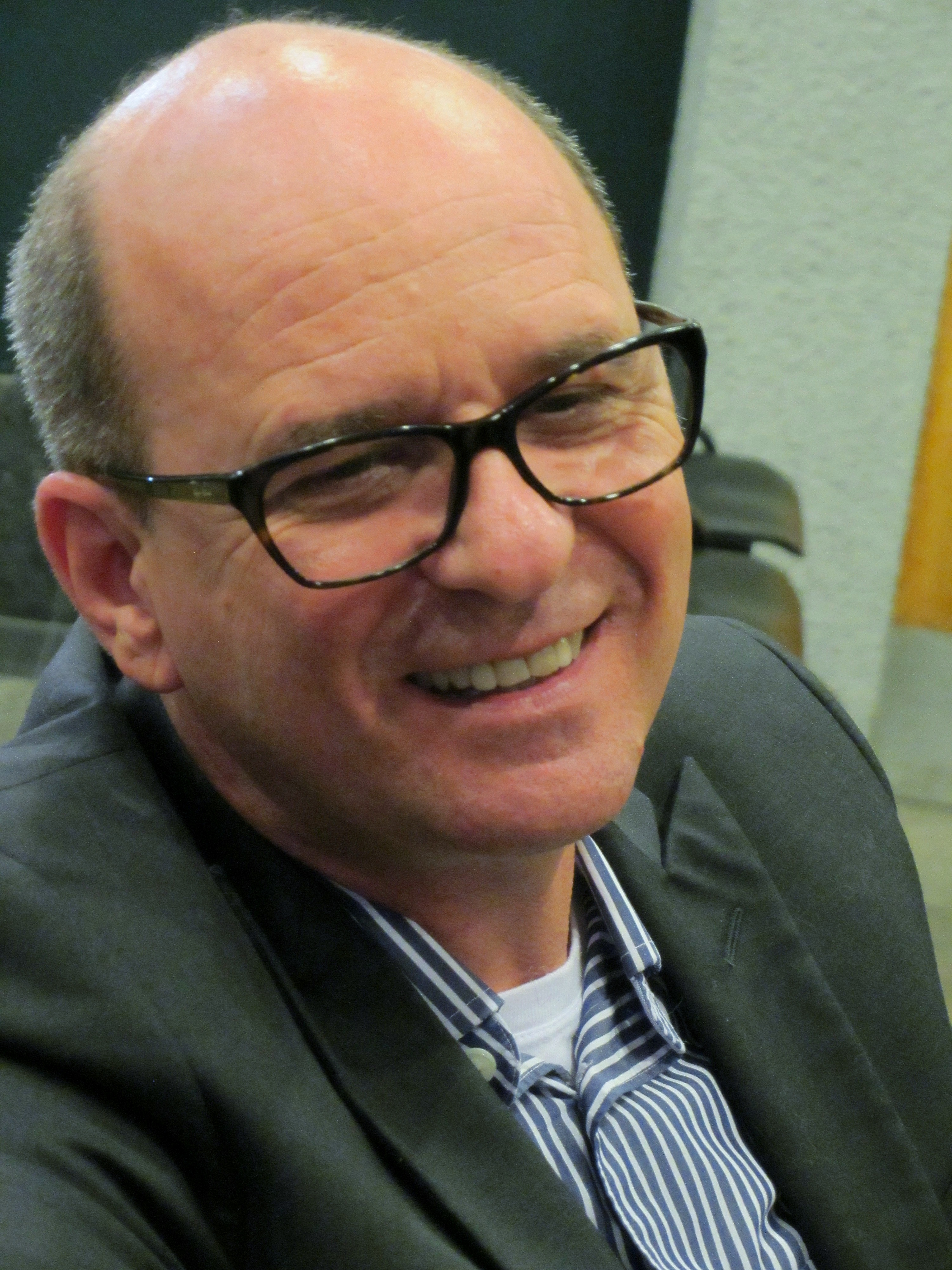
Luiz Ruffato, 2015

Luiz Ruffato (* 4. Februar 1961 in Cataguases, Minas Gerais) ist ein brasilianischer Schriftsteller.

## Leben
Ruffato arbeitete zunächst als Verkäufer, Textilarbeiter und Schlosser und studierte gleichzeitig Journalismus an der Universidade Federal de Juiz de Fora (UFJF). Anschließend arbeitete er als Journalist in São Paulo. Seit seinem ersten, 2001 und 2010 in siebenter Auflage erschienenen Roman Eles eram muitos cavalos (deutsche Ausgabe: Es waren viele Pferde, 2012), ausgezeichnet mit dem renommierten Prêmio São Paulo der Associação Paulista de Críticos de Arte (APCA) sowie dem Machado-de-Assis-Preis der Fundação Biblioteca Nacional, gilt er als einer der wichtigsten zeitgenössischen brasilianischen Schriftsteller. 2003 beendete er seine Tätigkeit als Journalist, um seitdem ausschließlich als Schriftsteller zu arbeiten. In der Tagespresse ist er allerdings weiterhin als Kolumnist und Kommentator tätig, so zum Beispiel von 2013 bis 2018 mit einer wöchentlichen Kolumne in der brasilianischen Ausgabe von El País oder seit 2016 monatlich in der Fußballzeitung Chuteira FC.
Sein zwischen 2005 und 2011 entstandener fünfbändiger Romanzyklus Inferno provisório (Dt.: Vorläufige Hölle) erzählt die Geschichte der brasilianischen Arbeiter, Einwanderer und Binnenmigranten. Für den fünften Band des Romanzyklus, Domingos sem deus, wurde er 2013 mit dem Premio Casa de las Américas ausgezeichnet. 2015 erhielt er für sein erstes Kinderbuch A verdadeira estória do sapo Luiz erstmals den Prêmio Jabuti, für den seine Romane mehrfach nominiert waren. 2016 erschien bei Companhia das Letras eine überarbeitete Gesamtausgabe des Romans Inferno Provisório in einem Band.
Zusammen mit Ana Maria Machado war Luiz Ruffato 2013 literarischer Eröffnungsredner der 65. Frankfurter Buchmesse 2013 mit dem Ehrengastland Brasilien. Seine couragierte Eröffnungsrede, die auch die offenen Wunden der brasilianischen Gesellschaft thematisierte, sorgte international für Aufsehen.
2016 erhielt er gemeinsam mit seinem Übersetzer Michael Kegler den Internationalen Hermann Hesse Preis Am 2. Mai 2019 hielt er in der Volksbühne in Berlin die „Democracy Lecture“ der Blätter für deutsche und internationale Politik zum Thema „Brasilien, ein neuer Faschismus?“
Seine Werke sind außer ins Deutsche auch ins Englische, Französische, Spanische, Italienische, Finnische und Mazedonische übersetzt.

## Schriften
- Histórias de remorsos e rancores. Erzählungen. Boitempo Editorial, São Paulo 1998, ISBN 85-85934-22-0.
- Os sobreviventes. Erzählungen. Boitempo Editorial, São Paulo 2000, ISBN 85-85934-39-5.
- Eles eram muitos cavalos. Roman. Record, Rio de Janeiro 2001, ISBN 85-85934-86-7. (7. Auflage: Bestbolso, Rio de Janeiro 2010).
  - Deutsche Ausgabe: Es waren viele Pferde. Übersetzung aus dem Portugiesischen: Michael Kegler. Assoziation A, Berlin 2012, ISBN 978-3-86241-420-8.
- As máscaras singulares. Gedichte. Boitempo Editorial, São Paulo 2002, ISBN 85-7559-016-2.
- Os ases de Cataguases. Uma história dos primórdios do Modernismo. Sachbuch, Instituto Francisca de Souza Peixoto, Cataguases 2002, ISBN 978-85-88965-01-0.
- Mamma, son tanto felice. Roman. Record, Rio de Janeiro/São Paulo 2005, Bd. 1 von Inferno provisório, ISBN 85-01-07227-3. (Auszeichnung: Prêmio APCA).
  - Deutsche Ausgabe: Mama, es geht mir gut. Übersetzung aus dem Portugiesischen: Michael Kegler. Assoziation A, Berlin 2013, ISBN 978-3-86241-421-5.
- O mundo inimigo. Roman, Record, Rio de Janeiro/São Paulo 2005, Bd. 2 von Inferno provisório, ISBN 978-85-01-06860-6. (Auszeichnung: Prêmio APCA).
  - Deutsche Ausgabe: Feindliche Welt. Vorläufige Hölle II. Übersetzung aus dem Portugiesischen: Michael Kegler. Assoziation A, Berlin 2014, ISBN 978-3-86241-430-7.
- Vista parcial da noite. Roman. Record, Rio de Janeiro 2006, Bd. 3 von Inferno provisório. ISBN 85-01-07472-1. (Finalist des Prêmio Jabuti 2006).
  - Deutsche Ausgabe: Teilansicht der Nacht. Vorläufige Hölle III. Übersetzung aus dem Portugiesischen: Michael Kegler. Assoziation A, Berlin/Hamburg 2017, ISBN 978-3-86241-434-5.
- De mim já nem se lembra. Roman. Ed. Moderna, São Paulo 2007, ISBN 978-85-16-05410-6. Portugiesische Ausgabe: Tinta da China, Lissabon 2012, ISBN 978-989-671-132-0. Überarbeitete Neuauflage: Companhia das Letras, São Paulo 2016, ISBN 978-85-359-2678-1.
- O livro das impossibilidades. Roman. Record, Rio de Janeiro 2008, Bd. 4 von Inferno provisório, ISBN 978-85-01-07471-3. (Finalist des Prêmio Zaffari-Bourbon).
  - Deutsche Ausgabe: Das Buch der Unmöglichkeiten. Übersetzung aus dem Portugiesischen: Michael Kegler. Assoziation A, Berlin/Hamburg 2019, ISBN 978-3-86241-469-7.
- Estive em Lisboa e lembrei de você. Novelle. Companhia de Letras, São Paulo 2010, ISBN 978-85-359-1525-9.
  - Deutsche Ausgabe: Ich war in Lissabon und dachte an dich. Übersetzung aus dem Portugiesischen: Michael Kegler, Assoziation A, Hamburg/Berlin 2015, ISBN 978-3-86241-444-4.[4]
- Domingos sem Deus. Roman. Record, Rio de Janeiro/São Paulo 2011, Bd. 5 von Inferno provisório, ISBN 978-85-01-07512-3. (Auszeichnung: Premio Casa de las Américas).
  - Deutsch: Sonntage ohne Gott. Vorläufige Hölle. Übersetzung aus dem Portugiesischen: Michael Kegler. Assoziation A, Berlin/Hamburg 2021, ISBN 978-3-86241-481-9.
- Flores artificiais. Companhia das Letras, São Paulo 2014, ISBN 978-85-359-2448-0.
- A história verdadeira do sapo Luiz. Editora DSOP, São Paulo 2014, ISBN 978-85-8276-097-0 (Prêmio Jabuti 2015 in der Sparte Kinderbuch).
- Minha primeira vez. (Crônicas), Arquipélago, Porto Alegre 2015, ISBN 978-85-60171-65-1.
- De mim já nem se lembra. Roman. Companhia das Letras, São Paulo 2016. (Überarbeitete Neuauflage der Ausgabe von 2007).
- Inferno Provisório. Roman. Companhia das Letras, São Paulo 2016. (Überarbeitete Gesamtausgabe des gleichnamigen fünfbändigen Romanzyklus).
- A cidade dorme. Erzählungen. Companhia das Letras, São Paulo 2018.
- O verão tardio. Roman. Companhia das Letras, São Paulo 2019.

Beiträger / Herausgeber
- 25 mulheres que estão fazendo a nova literatura brasileira. Record, Rio de Janeiro/São Paulo 2002, ISBN 85-01-06970-1.
- Questão de pele. Ed. Lingua Geral, Rio de Janeiro 2009, ISBN 978-85-60160-40-2.
- Torcida. Supporters. 7Letras/GloboSat, Rio de Janeiro 2010, ISBN 978-85-7577-592-9. Zweisprachige Ausgabe Portugiesisch/Englisch.
- São Paulo 1971 – 2011. História recente, versões literárias, resíduos visuais. São Paulo 1971 – 2011. Recent history, literary versions, visual residues. Olhares, São Paulo 2012, ISBN 978-85-62114-15-1.
- Der schwarze Sohn Gottes. 16 Fußballgeschichten aus Brasilien. Assoziation A, Berlin 2013, ISBN 978-3-86241-428-4.

## Verfilmungen
- Estive em Lisboa e lembrei de você. Spielfilm nach dem gleichnamigen Roman (Dt.: Ich war in Lissabon und dachte an dich). Regie: José Barahona. Brasilien 2015, Portugal 2016.
- Redemoinho. Spielfilm nach dem Roman Mundo inimigo (Dt.: Feindliche Welt). Regie: José Luiz Villamarim. Brasilien 2016.

## Auszeichnungen
- Prêmio São Paulo der Associação Paulista de Críticos de Arte (APCA) 2001 für Eles eram muitos cavalos (Dt.: Es waren viele Pferde)
- Prêmio Machado de Assis der Fundação Biblioteca Nacional 2001 für Eles eram muitos cavalos
- Prêmio APCA 2005 für Mamma, son tanto feliceund O mundo inimigo
- Premio Casa de las Américas 2013 für Domingos sem Deus
- Prêmio Jabuti,[5] 2015 für A verdadeira estória do sapo Luiz
- Internationaler Hermann-Hesse-Preis 2016[6]